# Interface utilisateur naturelle
 (janvier 2025).
Si vous disposez d'ouvrages ou d'articles de référence ou si vous connaissez des sites web de qualité traitant du thème abordé ici, merci de compléter l'article en donnant les références utiles à sa vérifiabilité et en les liant à la section « Notes et références ».
 (janvier 2025).
La mise en forme du texte ne suit pas les recommandations de Wikipédia : il faut le « wikifier ».
Les points d'amélioration suivants sont les cas les plus fréquents. Le détail des points à revoir est peut-être précisé sur la page de discussion.
- Les titres sont pré-formatés par le logiciel. Ils ne sont ni en capitales, ni en gras.
- Le texte ne doit pas être écrit en capitales (les noms de famille non plus), ni en gras, ni en italique, ni en « petit »…
- Le gras n'est utilisé que pour surligner le titre de l'article dans l'introduction, une seule fois.
- L'italique est rarement utilisé : mots en langue étrangère, titres d'œuvres, noms de bateaux, etc.
- Les citations ne sont pas en italique mais en corps de texte normal. Elles sont entourées par des guillemets français : « et ».
- Les listes à puces sont à éviter, des paragraphes rédigés étant largement préférés. Les tableaux sont à réserver à la présentation de données structurées (résultats, etc.).
- Les appels de note de bas de page (petits chiffres en exposant, introduits par l'outil «  Source ») sont à placer entre la fin de phrase et le point final[comme ça].
- Les liens internes (vers d'autres articles de Wikipédia) sont à choisir avec parcimonie. Créez des liens vers des articles approfondissant le sujet. Les termes génériques sans rapport avec le sujet sont à éviter, ainsi que les répétitions de liens vers un même terme.
- Les liens externes sont à placer uniquement dans une section « Liens externes », à la fin de l'article. Ces liens sont à choisir avec parcimonie suivant les règles définies. Si un lien sert de source à l'article, son insertion dans le texte est à faire par les notes de bas de page.
- La présentation des références doit suivre les conventions bibliographiques. Il est recommandé d'utiliser les modèles {{Ouvrage}}, {{Chapitre}}, {{Article}}, {{Lien web}} et/ou {{Bibliographie}}. Le mode d'édition visuel peut mettre en forme automatiquement les références.
- Insérer une infobox (cadre d'informations à droite) n'est pas obligatoire pour parachever la mise en page.

Pour une aide détaillée, merci de consulter Aide:Wikification.
Si vous pensez que ces points ont été résolus, vous pouvez retirer ce bandeau et améliorer la mise en forme d'un autre article.
En informatique, une interface utilisateur naturelle, ou NUI, ou encore Interface Naturelle, est le terme commun utilisé par les designers et développeurs des interfaces humain-machine pour référer à une interface utilisateur qui est invisible, et qui le reste à mesure que l'utilisateur effectue diverses interactions. Le mot naturel est utilisé car la plupart des interfaces informatiques utilisent des appareils de contrôles artificiels qui nécessitent un apprentissage.
Un NUI correspond à un utilisateur capable de faire rapidement la transition entre novice et expert. Alors que l'interface nécessite de l'apprentissage, cet apprentissage est facilité grâce au design qui donne à l'utilisateur le sentiment qu'ils sont rapidement et continuellement réussi. Ainsi, « naturel » réfère à un but dans l'Ux (expérience utilisateur) – dont les interactions viennent naturellement pendant qu'on interagit avec la technologie, plutôt que de faire une interface elle-même naturelle. C'est un contraste avec l'idée d'une interface intuitive, correspondant à une interface qui peut être utilisée sans apprentissage préalable.
De nombreuses stratégies de design ont été proposées pour atteindre ce but, à différents degrés de succès. L'une des stratégies consiste à utiliser une « Interface Utilisateur Réelle » (« RUI »), aussi connue sous le nom de méthode à « Interface à Base Réelle » (« RBI »). Un exemple de RUI est d'utiliser un ordinateur portatif pour rendre de vrais objets « clickable », i.e. pour que le porteur puisse cliquer sur n'importe quel objet de tous les jours comme pour activer un lien hypertexte, et ainsi confondre le cyberespace avec le monde réel. Parce que le terme « naturel » évoque « monde naturel », les RBI sont souvent confondus avec les NUI, alors qu'ils sont en fait un moyen d'y arriver.
Un exemple d'une stratégie pour la conception d'un NUI non basé sur les RBI est la stricte limitation de fonctionnalité et de personnalisation, afin que les utilisateurs aient très peu à apprendre dans le fonctionnement d'un dispositif. À condition que les capacités par défaut correspondent aux objectifs de l'utilisateur, l'interface est facile à utiliser. C'est une stratégie de conception globale dans iOS d'Apple [citation nécessaire]. Parce que cette conception coïncide avec un affichage direct-touch, les non-designers attribuent couramment par mégarde l'aisance d'interagir avec l'appareil à cet écran multi-touch, et non à la conception du logiciel où il réside effectivement.

## Histoire
Dans les années 1990, Steve Mann a développé un certain nombre de stratégies de l'interface utilisateur en utilisant l'interaction naturelle avec le monde réel comme une alternative à une interface de ligne de commande (CLI) ou l'interface utilisateur graphique (GUI). Mann appelait ce travail comme « interfaces naturelles de l'utilisateur », « Interfaces utilisateur directe » et « Informatique sans métaphore ». La technologie EyeTap de Mann incarne typiquement un exemple d'interface utilisateur naturelle. L'utilisation par Mann du mot « naturel » désigne à la fois l'action qui vient naturellement à des utilisateurs humains, ainsi que l'utilisation de la nature elle-même, c'est-à-dire la physique (la philosophie naturelle), et l'environnement naturel. Un bon exemple d'une NUI dans ces deux sens est l'hydraulophone, surtout quand il est utilisé comme un périphérique d'entrée, dans lequel toucher un élément naturel (eau) devient un mode de saisie de données. Plus généralement, une classe d'instruments de musique appelé « physiphones », ainsi nommé des mots grecs « Physika », « physikos » (nature) et « téléphone » (son) ont également été proposés comme « interfaces utilisateur basées sur la nature ».
En 2006, Christian Moore établit une communauté de recherches ouverte dans le but d'élargir la discussion et le développement liés aux technologies NUI. Dans une conférence de présentation de 2008, « Prédire le passé », August de los Reyes, principal directeur de l'expérience utilisateur de Surface Computing chez Microsoft, décrit le NUI comme la prochaine phase de l'évolution après le changement de la CLI pour l'interface graphique. Bien sûr, c'est aussi une simplification excessive, puisque les NUI incluent nécessairement des éléments visuels -. et ainsi, des interfaces utilisateurs graphiques. Une description plus précise de ce concept serait de le décrire comme une transition de WIMP à NUI.
Avec les CLI, les utilisateurs ont dû apprendre un moyen artificiel d'entrée, le clavier, et une série d'entrées codifiées, qui a une gamme limitée de réponses, où la syntaxe de ces commandes était stricte.
Puis, lorsque la souris a atteint l'interface graphique, les utilisateurs pouvaient plus facilement apprendre les mouvements et les actions souris, et ont pu explorer l'interface plus en profondeur. L'interface graphique s'est appuyée sur des métaphores pour interagir avec le contenu ou des objets à l'écran. Le « bureau » et « glisser », par exemple, sont des métaphores pour une interface visuelle qui a finalement été traduite de nouveau dans le langage codifié stricte de l'ordinateur.
Un exemple de l'incompréhension de les termes de la NUI a été démontrée lors du Consumer Electronics Show en 2010. « Maintenant, une nouvelle vague de produits s'apprête à apporter des interfaces utilisateurs naturelles, tels que sont appelés ces méthodes de contrôle de dispositifs électroniques, à un public encore plus large. »
En 2010, Bill Buxton de Microsoft a réitéré l'importance de la NUI au sein de Microsoft Corporation avec une vidéo traitant des technologies qui pourraient être utilisées pour créer une NUI, et son potentiel futur.
La même année, Daniel Wigdor et Dennis Wixon fournirent une opérationnalisation de création d'interfaces utilisateurs naturelles dans leur livre. Dans ce document, ils ont soigneusement fait la distinction entre des interfaces utilisateur naturelles, les technologies utilisées pour les atteindre, et l'interface utilisateur basée sur la réalité.

## Quelques exemples
Multi-Touch
Lorsqu'on a demandé à Bill Buxton à propos de l'interface de l'iPhone, il a répondu : « Les technologies multi-touch ont une longue histoire. Pour mettre les choses en perspective, le travail original entrepris par mon équipe a été fait en 1984, la même année que la sortie du premier ordinateur Macintosh, et nous n'étions pas les premiers. »
Multi-Touch est une technologie qui pourrait contribuer à une interface utilisateur naturelle. Cependant, la plupart des toolkits graphiques utilisés pour construire des interfaces exécutés avec une telle technologie sont des interfaces graphiques traditionnelles.

## Exemples de quelques interfaces communes utilisées par les NUI
Perceptive Pixel
Pour exemple, le travail effectué par Jefferson Han sur les interfaces multi-touch. Lors d'une démonstration à TED en 2006, il a montré différents moyens d'interagir avec le contenu à l'écran en utilisant les deux manipulations directes et des gestes. Par exemple, pour façonner une masse gluante à l'écran, Jeff a littéralement «pincé» et aiguiller, et il la façonna avec ses doigts. Dans une interface graphique pour une application de conception par exemple, un utilisateur utiliserait la métaphore des «outils» pour faire, par exemple, la sélection d'un outil de prod, ou en sélectionnant deux parties de la masse dont ils voulaient alors appliquer une «pincée» à l'action. Han a montré que l'interaction de l'utilisateur pourrait être beaucoup plus intuitive en supprimant les dispositifs d'interaction que nous sommes habitués à remplacer par un écran, et qui est capable de détecter un éventail beaucoup plus large des actions humaines et gestes. Bien sûr, cela ne permet qu'un nombre très limité d'interactions, qui cartographient parfaitement à la manipulation physique (RBI). L'extension des capacités du logiciel au-delà des actions physiques exige beaucoup plus de travail de conception."
Microsoft PixelSense
Microsoft PixelSense prend des idées similaires sur la façon dont les utilisateurs interagissent avec le contenu, mais ajoute dans la capacité de l'appareil à reconnaître optiquement les objets placés sur le dessus. De cette façon, les utilisateurs peuvent déclencher des actions sur l'ordinateur par les mêmes gestes et les mouvements que l'écran tactile de Jeff Han autorisent, mais aussi, les objets deviennent une partie des mécanismes de contrôle. Ainsi, par exemple, lorsque vous placez un verre de vin sur la table, l'ordinateur le reconnaît comme tel et affiche le contenu associé à ce verre de vin. Placer un verre de vin sur une table s'applique bien à des mesures prises avec des verres à vin et d'autres tableaux, cartes et donc bien sur les interfaces fondées sur la réalité. Ainsi, il pourrait être considéré comme une entrée à une expérience de NUI.
3D Immersive Touch
Immersion 3D Touch est défini comme la manipulation directe des objets de l'environnement virtuel 3D en utilisant du matériel de surface unique ou multi-touch en multi-utilisateurs des environnements virtuels 3D. Inventé pour la première fois en 2007, il décrit et définit les principes de l'apprentissage de l'interface utilisateur naturelle 3D associés à Edusim. L'Interface utilisateur naturelle Immersive tactile semble maintenant prendre une perspective plus large, et le sens de l'adaptation plus large de la surface et du toucher entraîne des matériels tels que l'iPhone, iPod touch, iPad, et une liste croissante d'autres matériels. Apple semble également prendre un vif intérêt dans les interfaces utilisateur naturelles "Immersive Touch» 3D au cours des dernières années. Ce travail s'appuie au sommet de la large base académique qui a étudié la manipulation 3D dans des environnements de réalité virtuelle.
Xbox Kinect
Kinect est un périphérique de détection de mouvement d'entrée par Microsoft pour la console Xbox 360 du jeu vidéo et PC Windows  qui utilise des gestes spatiales pour l'interaction au lieu d'un contrôleur de jeu. Selon la page de Microsoft, Kinect est conçu pour "une nouvelle façon révolutionnaire de jouer:. Sans manette". [10] Encore une fois, parce que Kinect permet la détection du monde physique, il montre un potentiel pour les conceptions RBI, et donc potentiellement aussi pour les NUI.
Windows 8 et Microsoft Surface
Windows 8 est un système d'exploitation multi-touch. Windows 8 Runtime permet aux gens de faire des Natural User Interface grâce à des événements de «manipulation». Beaucoup de producteurs, comme Microsoft avec la tablette Surface, avaient développé des dispositifs multi-touch pour Windows 8. Un des plus intéressants est Lenovo IdeaCentre Horizon 27, c'est une table portable PC 27, qui ont intégré le logiciel Lenovo Aura. C'est un exemple d'interface utilisateur naturelle. Un autre bon exemple pour Windows 8.1 peut être téléchargé dans Windows magasin: C'est une affaire de nuisance qui vous permet de manipuler facilement des photos, des vidéos et des fichiers PDF.